# Saint-Constant (Québec)
Saint-Constant è un comune del Canada, situato nella provincia del Québec, nella regione di Montérégie.